# Svensktoppen 1995
Svensktoppen 1995 är en sammanställning av de femton populäraste melodierna på Svensktoppen under 1995.
Populärast var vinnaren av årets melodifestival, Se på mig med Jan Johansen. Den fick sammanlagt 11 207 poäng under 27 veckor. Två andra melodifestivalsbidrag hamnade också på årslistan - tvåan Det vackraste med Cecilia Vennersten (#3), och den tidigt utröstade Bo Diddley med Arvingarna (#11).
Populäraste artisterna var dansbandet Thorleifs som fick med två melodier på årssammanfattningen.
Streaplers cover på Thor Görans Till min kära fick ytterligare framgång under 1996, efter att melodin gått in på listan den 16 september 1995.

## Årets Svensktoppsmelodier 1995
| Nr | Artist                      | Titel                   | Poäng | Antal veckor |
| -- | --------------------------- | ----------------------- | ----- | ------------ |
| 1  | Jan Johansen                | Se på mig               | 11207 | 27           |
| 2  | Thorleifs                   | Flyg bort min fågel     | 7217  | 21           |
| 3  | Cecilia Vennersten          | Det vackraste           | 6404  | 26           |
| 4  | Streaplers                  | Till min kära           | 6030  | 15           |
| 5  | Thorleifs                   | Du gav mig kärlek       | 5416  | 17           |
| 6  | Totta Näslund               | En clown i mina kläder  | 5323  | 25           |
| 7  | Nordman                     | Ännu glöder solen       | 3713  | 14           |
| 8  | Göran Lindbergs orkester    | Varje morgon är en gåva | 3503  | 16           |
| 9  | Lars Berghagen              | Sträck ut en hand       | 3286  | 11           |
| 10 | Candela                     | Du finns i mina tankar  | 3109  | 14           |
| 11 | Arvingarna                  | Bo Diddley              | 3058  | 12           |
| 12 | Sten & Stanley/Sten Nilsson | Vänd inte om            | 3019  | 11           |
| 13 | Helene & gänget             | Segla din båt i hamn    | 3008  | 13           |
| 14 | Lena Philipsson             | Stjärnorna              | 2790  | 10           |
| 15 | Björn Afzelius              | Du                      | 2423  | 12           |